# Deaflympics d'été de 1928
Les Deaflympics d'été de 1928, officiellement appelés les 2e International Silent Games, a lieu le 18 août 1928 au 26 août 1928 à Amsterdam.
Ces Jeux rassemblent 212 athlètes de 10 pays. Ils participent à cinq sports et six disciplines qui regroupent un total de trente-huit épreuves officielles.

## Sport

### Sports en équipe
- Football

## Pays participants
- Autriche
- Allemagne
- Belgique
- France
- Royaume-Uni
- Hongrie
- Pays-Bas
- Pologne
- Suisse
- Tchécoslovaquie

## Compétition
Les données sur le Deaflympics d'été de 1928 à Amsterdam sont actuellement introuvables donc on ne peut pas faire le tableau de médailles.

### La France aux Deaflympics
Il s'agit de sa 2e participation aux Deaflympics d'été. 39 athlètes français étaient venus pour concourir sous le drapeau français, et ils ont pu remporter dix médailles d'or, dix-sept médailles d'argent et cinq médailles de bronze.